# Organización Planeta
Circuito Rumba es una cadena radial de emisoras venezolanas, perteneciente a la Organización Planeta, con sede en Guayana, Estado Bolívar. Posee 9 emisoras radiales a nivel nacional, destinadas a la programación musical. Inició operaciones en noviembre de 1998 como una estación independiente con el nombre de Planeta FM.

## Emisoras del Circuito
- Guayana: Rumba 98.1 FM
- Barquisimeto: Rumba 100.1 FM
- Porlamar: Rumba 104.3 FM
- Maturín: Rumba 98.9 FM
- Anzoátegui: Rumba 104.9 FM (Antigua Ultra Estéreo)
- Ciudad Bolívar: Rumba 100.3 FM (Antigua Sol)
- Maracay: Rumba 105.1 FM (Antigua Festiva)
- Caracas: Planeta 105.3 FM (La Rumba De Caracas)
- Maracaibo: Rumba 92.5 FM (Antigua Romántica)